# Clemens Grubbenhielm
Clemens Persson Grubbenhielm, tidigare Grubb, född 1620 i Normlösa församling, Östergötland, död 3 oktober 1675 i Wollin, var en svensk militär.

## Biografi
Clemens Grubbenhielm föddes 1620 på Normlösa prästgård i Normlösa församling. Han var son till kyrkoherden Petrus Clementis och Ingrid Månsdotter Gylle. Grubbenhielm blev 1641 fänrik vid överste Joachim Volckmans tyska regemente till fots och 1642 löjtnant vid nämnda regemente. Han blev 1651 kapten vid regementet och 1654 kapten vid livgardet. Den 26 maj 1656 blev han major vid ångermanländska regementet och 9 februari 1657 överstelöjtnant vid nämnda regemente. Grubbenhielm blev senare överstelöjtnant vid koloniregementet och 1660 kommendant i Demmin. Han adlades 20 juli 1662 till Grubbenhielm och introducerades 1664 som nummer 708. Grubbenhielm fick överstes titel 15 augusti 1667. Han tog avsked som kommendant 10 juli 1671 och blev 19 december 1671 överste vid skånska regementet till fot. År 1674 blev han kommendant i Wollin. Grubbenhielm avled 1675 vid stormningen av Wollin.

### Familj
Grubbenhielm gifte sig i Tyskland med Anna Barbara von Müller (död 1693). De fick tillsammans barnen fänriken Johan Peter Simon Grubbenhielm (död 1698), överstelöjtnanten Gustaf Grubbenhielm (1666–1732) och Elisabet Regina Grubbenhielm (död 1696).